# Actinodure de Ramsay
Espèce
Statut de conservation UICN

 LC  : Préoccupation mineure
L'Actinodure de Ramsay (Actinodura ramsayi) est une espèce de passereau de la famille des Leiothrichidae vivant en Asie du Sud-Est au sein de la péninsule indochinoise et contant trois sous-espèces.

## Description
L'Actinodure de Ramsay a une longue queue étagée qui n'est pas strié, ses ailes et sa queue sont fortement barrées. Il a un ventre chamois et des lunettes blanche. Chez Actinodura ramsayi ramsayi, le front est chamois-roux, se fondant sans transition avec le vert olive grisâtre et de roux des parties supérieures. La queue gris-olive roussâtre est recouverte de barres sombres. Les rémiges sont roux-marron pâle avec une bordure plus terne. Les lores et les joues sont noirâtres.

## Répartition
L'Actinodura ramsayi est endémique de la péninsule indochinoise. Son aire de répartition est très morcelé, on retrouve cet oiseau partiellement en Birmanie, en Chine et au Laos, il pourrait le trouver en Thaïlande et au Viêt Nam.
Actinodura ramsayi ramsayi : se retrouve au centre et dans l'Est de la Birmanie.
Actinodura ramsayi yunnanensis : se retrouve dans le Sud de la Chine dans les provinces du Yunnan, du Guizhou et du Guangxi.
Actinodura ramsayi radcliffei : se retrouve dans le Sud-Est de la Birmanie, au Laos et aussi en Thaïlande.

## Habitats
Il fréquentent les lisières des forêts, les zones boisées en cours de régénération ainsi que les étendues d'herbes et de broussailles. On les trouve également dans les sous-bois épais au sein des forêts d'arbres aux larges feuilles permanentes. On le retrouve généralement entre 1000 et 2500 mètres d'altitude, mais on peut les trouver localement jusqu'à 450 mètres en Chine et à partir de 610 mètres en Birmanie.

## Sous-espèces
D'après Alan P. Peterson, il existe trois sous-espèces :
- Actinodura ramsayi radcliffei Harington, 1910 ;
- Actinodura ramsayi ramsayi Walden, 1875 ;
- Actinodura ramsayi yunnanensis Bangs & J.C. Phillips, 1914.

## Chant et Cris
Il produit un chant rapide et rythmé qui est répété à de multiples reprises. Les notes aiguës composent un "iee-iee-iee-iuu" qui descend légèrement. Ce chant est parfois accompagné par une phrase de 3 notes "ewh ewh ewh" qui sonne faux. On peut également entendre des cris rudes et bas tels que "baoh" ou "berrh".

## Galerie

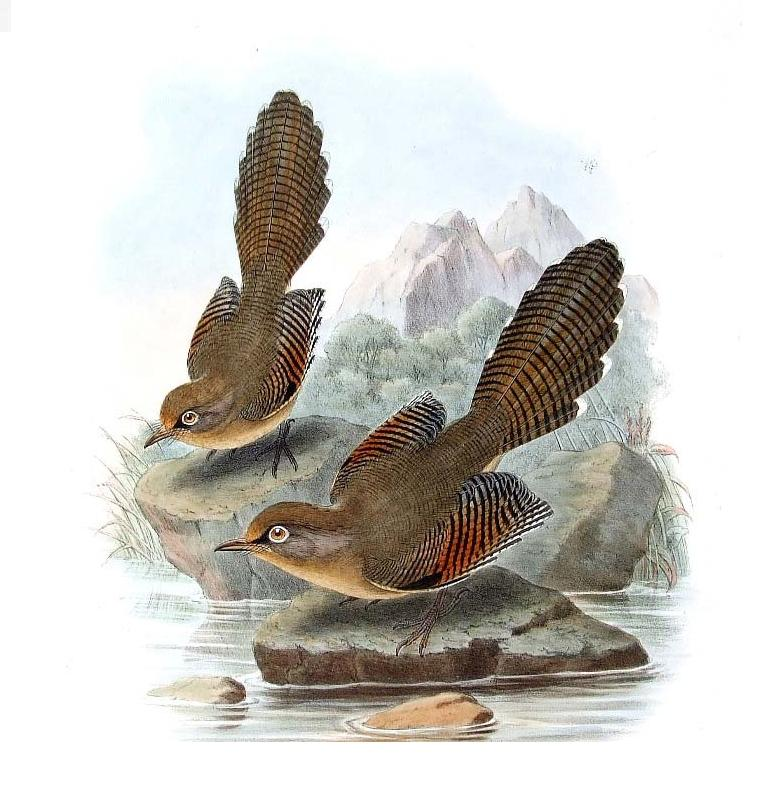